# 横手市立栄小学校
横手市立栄小学校（よこてしりつ さかえしょうがっこう）は、秋田県横手市大屋寺内にある公立小学校。

## 概要
最大の特徴は木造校舎で、1994年（平成6年）に竣工した。雁木造で校舎を囲んでおり、自然採光を補うために高窓が設けられている。校舎は「和談の森」と呼ばれる小高い丘の麓に位置し、かつてここでは村民同士の揉め事が起こった際、ここに集まり話し合いを行って解決をしていたという言い伝えがある場所である。

## 沿革

### 略歴
栄小学校の起源となるのは、明治期に発された学制によって1874年3月5日に開校、同年8月20日に認可された「大屋学校」であり、大屋新町村の曹洞宗正伝寺境内に設置された。1886年には「余力学校」（1879年開校、新藤柳田村）を統合し、「大屋尋常小学校」と改称し、大屋寺内村へ移転した。
1889年4月に町村制の施行により栄村が発足、同時に「栄尋常小学校」と改称し、簡易科を併置した。1905年には高等科が設置され、「栄尋常高等小学校」と改称。1911年に現在地である「和談の森」の麓へと校舎が移転した。
第二次世界大戦が勃発し、国民学校令が公布された1941年に「栄国民学校」へ改称。戦後の学制改革により1947年には「栄小学校」と改称。1951年に栄村が横手町に編入、同時に横手町が市制施行し横手市となり「横手市立栄小学校」と改称した。
昭和後期になり、明治期から使用され続けてきた校舎は老朽化が著しく、早期の改築が求められる状況にあった。しかし、市の財政状況により改築は進まず、1971年に横手南中学校へ統合されて閉校した旧栄中学校の校舎へと、1975年に一時移転した。
その後、金沢小・横手南小・旭小などの改築が進んだが、栄小の改築は実現せず、改築を求める地域からの声はより強まった。そこで、市は校舎改築を決定し、場所は現在地（和談の森）のとし、林業の振興や技術継承のために木造で建築する案を出した。ただ、豪雪地帯における木造校舎というのは、維持管理や安全の面での懸念があった。そこで、積雪地の事情に詳しい安藤邦廣（当時、筑波大学教授）へ基本設計を依頼し、営林署や製材組合、地元の大工組合・建築家協会などの協力もあり1993年に着工した。総事業費は10億2,000万円となり、1994年に竣工した。

### 年表
以下、注釈の無い項目は学校の公式サイトの情報によるもの。
- 1874年3月5日 - 「大屋学校」が開校。
- 1886年3月29日 - 余力学校を統合し、校舎を移転。
- 1889年4月1日 - 町村制の施行により栄村が発足し、「栄尋常小学校」と改称[9]。
- 1905年6月22日 - 高等科を増設し、「栄尋常高等小学校」と改称。
- 1911年10月6日 - 現在地である「和談の森」の麓に校舎を移転。
- 1941年4月1日 - 国民学校令により、「栄国民学校」と改称。
- 1947年
  - 4月1日 - 学制改革により、「栄村立栄小学校」と改称。
  - 6月30日 - 新校章を制定。
- 1951年4月1日 - 栄村が横手町に編入し、同時に横手町が市制施行し、「横手市立栄小学校」と改称。
- 1954年11月7日 - 新校歌を制定。
- 1969年7月22日 - プール竣工。
- 1975年8月10日 - 校舎の老朽化に伴い、横手南中学校に統合され廃校になった栄中学校の校舎へ移転。
- 1977年9月5日 - グラウンド竣工。
- 1991年8月6日 - 新校舎（現在の校舎）の建設場所が、現在地である「和談の森」に決定。
- 1993年5月14日 - 新校舎の建設工事着工。
- 1994年3月15日 - 新校舎竣工。
- 1995年1月31日 - 体育館竣工。
- 1996年8月1日 - 新プール竣工。

### 児童数の変遷
| 年                 | 児童数 |
| ------------------ | ------ |
| 1892年（明治25年） | 159    |
| 1902年（明治35年） | 278    |
| 1912年（明治45年） | 406    |
| 1916年（大正5年）  | 462    |
| 1921年（大正10年） | 512    |
| 1926年（大正15年） | 571    |
| 1930年（昭和5年）  | 634    |
| 1935年（昭和10年） | 701    |
| 1940年（昭和15年） | 764    |
| 1945年（昭和20年） | 841    |
| 1952年（昭和27年） | 653    |
| 1957年（昭和32年） | 618    |
| 1962年（昭和37年） | 544    |
| 1967年（昭和42年） | 380    |
| 1972年（昭和47年） | 249    |
| 1977年（昭和52年） | 244    |
| 1980年（昭和55年） | 282    |
| 1985年（昭和60年） | 287    |
| 1989年（平成元年） | 309    |
| 1993年（平成5年）  | 250    |
| 1999年（平成11年） | 171    |
| 2003年（平成15年） | 145    |

## 通学区域
- 外目、大屋寺内、大屋新町、柳田の全域[13]
- 婦気大堤の一部（字婦気・婦気前・谷地添・下久保・南巻・西野を除く地域）[13]

## 進学先中学校
- 横手市立横手南中学校 - 主な進学先[14]

## 周辺
- 諏訪神社 - 敷地が隣接
- 国道13号
- 栄地区交流センター（さかえ館）
- 榮神社
- 大屋川
- 東日本旅客鉄道（JR東日本）柳田駅

## アクセス
- E46 秋田自動車道 / E13 東北中央自動車道 横手ICから、車で約2.1km・約5分。
- 東日本旅客鉄道（JR東日本）奥羽本線 柳田駅から、徒歩で約350m・約5分。